# 第23回ブルーリボン賞 (鉄道)

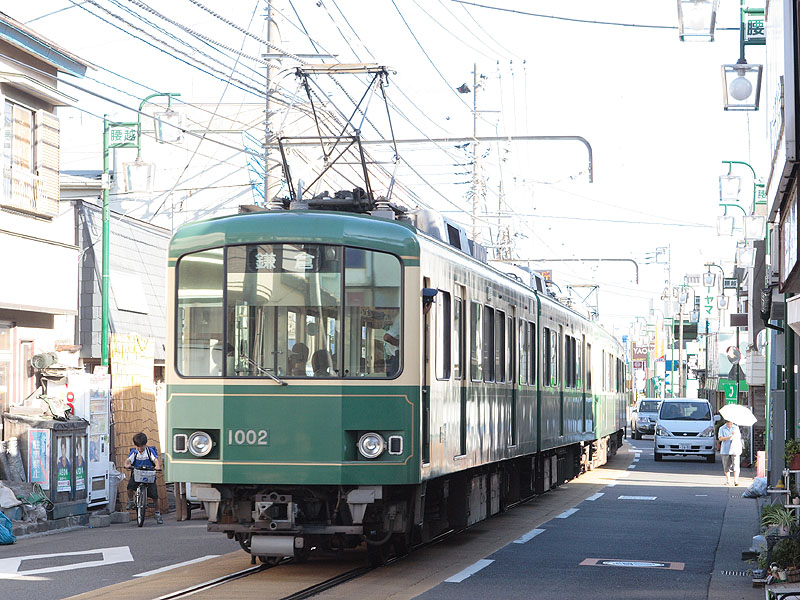
第23回ブルーリボン賞
江ノ島鎌倉観光1000形

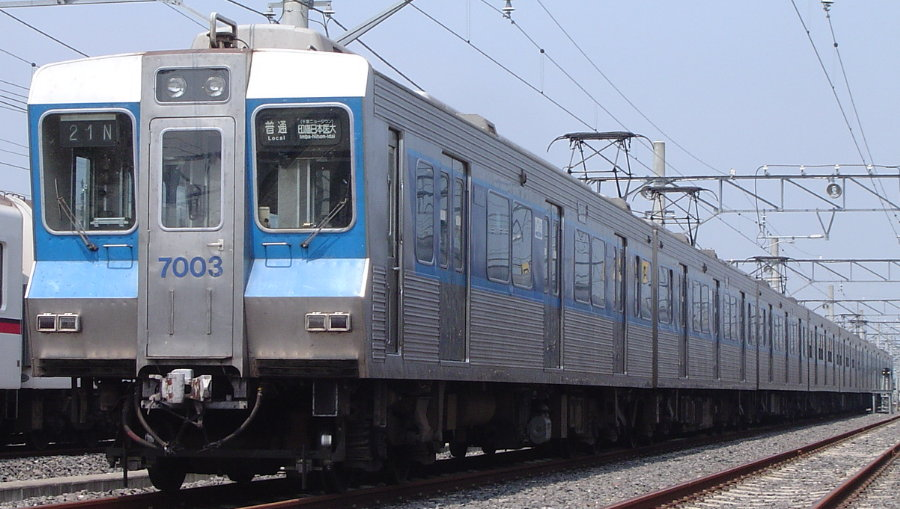
第20回ローレル賞
北総開発鉄道7000形

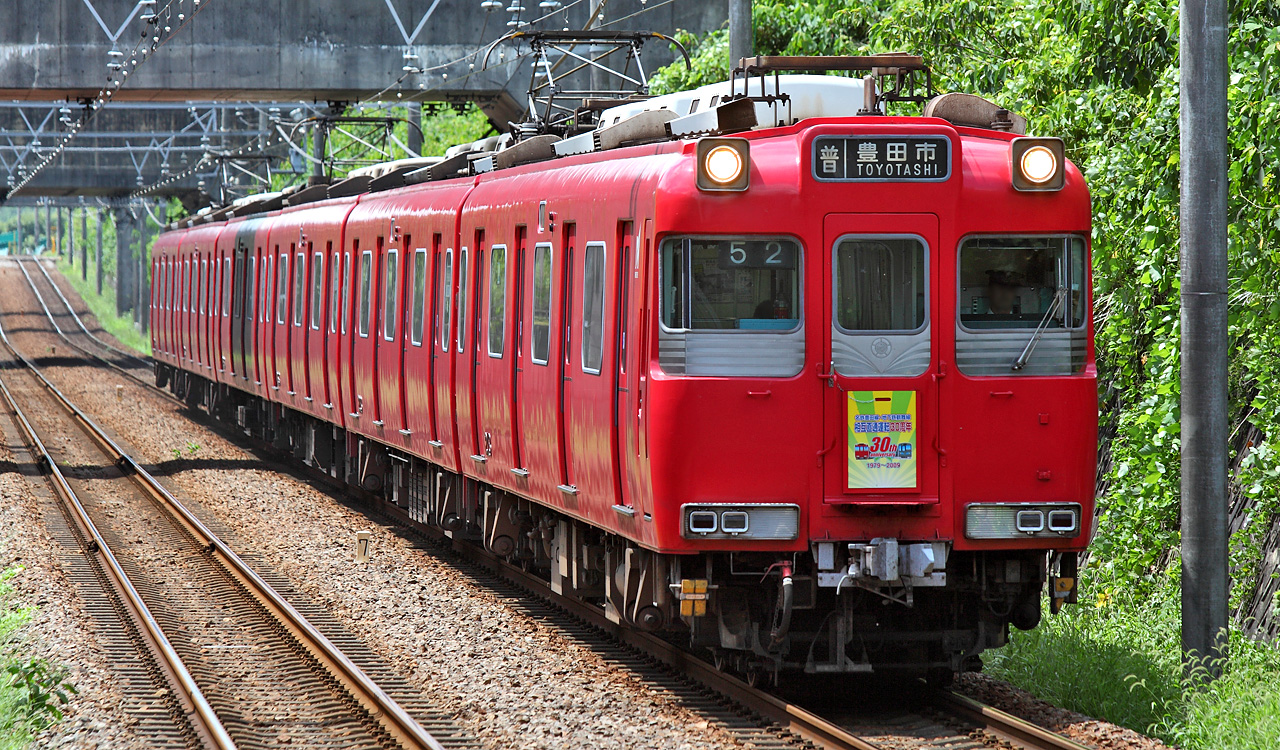
第20回ローレル賞
名鉄100系

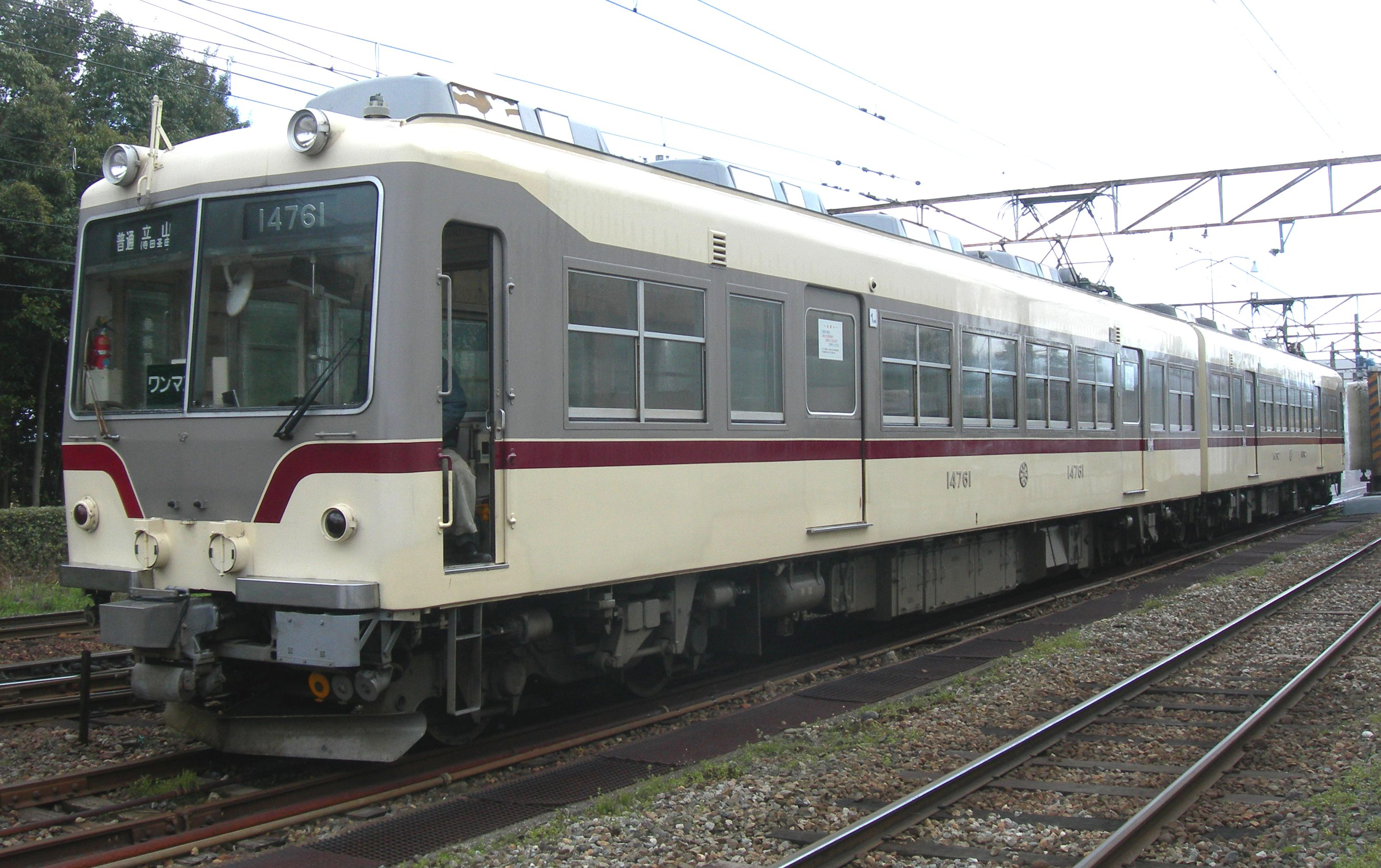
第20回ローレル賞
富山地方鉄道14760形

第23回ブルーリボン賞（だい23かいブルーリボンしょう）は、1980年に鉄道友の会が選定したブルーリボン賞である。本項では、第20回ローレル賞（だい20かいローレルしょう）についても併せて記す。

## 概要
日本国内で使用する鉄道・軌道車両のうち、1979年1月1日から12月31日までの間に日本国内で営業運転に就いた新形式車両またはそれとみなせる車両で、候補車両決定の時点で現に営業をしていることを概ねの要件とする選定候補車両25車種のなかから、ブルーリボン賞1形式、ローレル賞3形式が選定された。

## 選定車両

### ブルーリボン賞
- 江ノ島鎌倉観光 1000形電車

### ローレル賞
- 北総開発鉄道 7000形電車
- 名古屋鉄道 100系電車
- 富山地方鉄道 14760形電車

## 候補車両
鉄道友の会ブルーリボン賞・ローレル賞選考委員会が候補車両とした25車種。
| 会社名             | 車両形式 |
| ------------------ | --- |
| 日本国有鉄道       | 113系1500番台電車 201系電車 781系電車 キハ40形2000番台気動車 キハ48形500番台気動車 オハ51形客車 DE11形2000番台ディーゼル機関車 タキ42350形貨車 |
| 北総開発鉄道       | 7000形電車 |
| 東武鉄道           | 5000系電車 |
| 西武鉄道           | 新101系電車 |
| 帝都高速度交通営団 | 6000系電車1次試作車 |
| 江ノ島鎌倉観光     | 1000形電車 |
| 伊豆急行           | 1000系電車 |
| 伊豆箱根鉄道       | 3000系電車 |
| 名古屋鉄道         | 100系電車 |
| 黒部峡谷鉄道       | DD形DD22ディーゼル機関車 |
| 富山地方鉄道       | 14760形電車 |
| 福井鉄道           | モハ140形電車 |
| 京福電気鉄道       | デオ600形電車 |
| 近畿日本鉄道       | 3000系電車 |
| 京阪電気鉄道       | 500形電車 |
| 大阪市交通局       | 10系電車量産車 |
| 神戸電気鉄道       | デ1350形電車 |
| 広島電鉄           | 3000形電車 |